# هوارد وود
هوارد وود (بالإنجليزية: Howard Wood)‏ مواليد 20 مايو 1959 في نيويورك، هو لاعب كرة سلة أمريكي سابق. بدأ مسيرته الاحترافية في سنة 1981. تم اختياره من قبل فريق يوتا جاز خلال الدرافت. حمل الرقم 33. يبلغ طوله 6 قدم 7 بوصة (2.0 م). لعب كرة السلة الجامعية في جامعة تينيسي. اعتزل اللعب في 1996.

## المسيرة الاحترافية
لعب مع يوتا جاز في موسم 1981–1982، ثم لعب مع نادي جرانوليريس لكرة السلة في الدوري الإسباني في موسم 1984–1985، ثم لعب مع فالنسيا باسكت في موسم 1986–1987، ثم لعب مع نادي أورينسي لكرة السلة في الدوري الإسباني في موسم 1987–1988، ثم لعب مع فالنسيا باسكت من سنة 1989 إلى 1992، ثم لعب مع نادي ليريا لكرة السلة في الدوري الإسباني في موسم 1992–1993.

## روابط خارجية
- هوارد وود على موقع إن بي أي (الإنجليزية)
- هوارد وود على موقع سبورتس رفرنس (الإنجليزية)
- هوارد وود على موقع الدوري الإسباني لكرة السلة (الإسبانية)
- هوارد وود على موقع كلية كرة السلة في سبورتس رفرنس.كوم (الإنجليزية)
- هوارد وود على موقع ريلجم (الإنجليزية)
- هوارد وود على موقع سبورتس رفرنس (الإنجليزية)